# Czas letni
Czas letni – czas urzędowy, który dane państwo przyjmuje dla okresu roku uznawanego za okres letni, zazwyczaj wyprzedzający o godzinę czas strefowy.
Do oznaczania czasu letniego stosowany jest skrót DST pochodzący od ang. określenia Daylight Saving Time. Dla krajów stosujących czas środkowoeuropejski (CET), stosuje się skrót CEST (ang. Central European Summer Time).

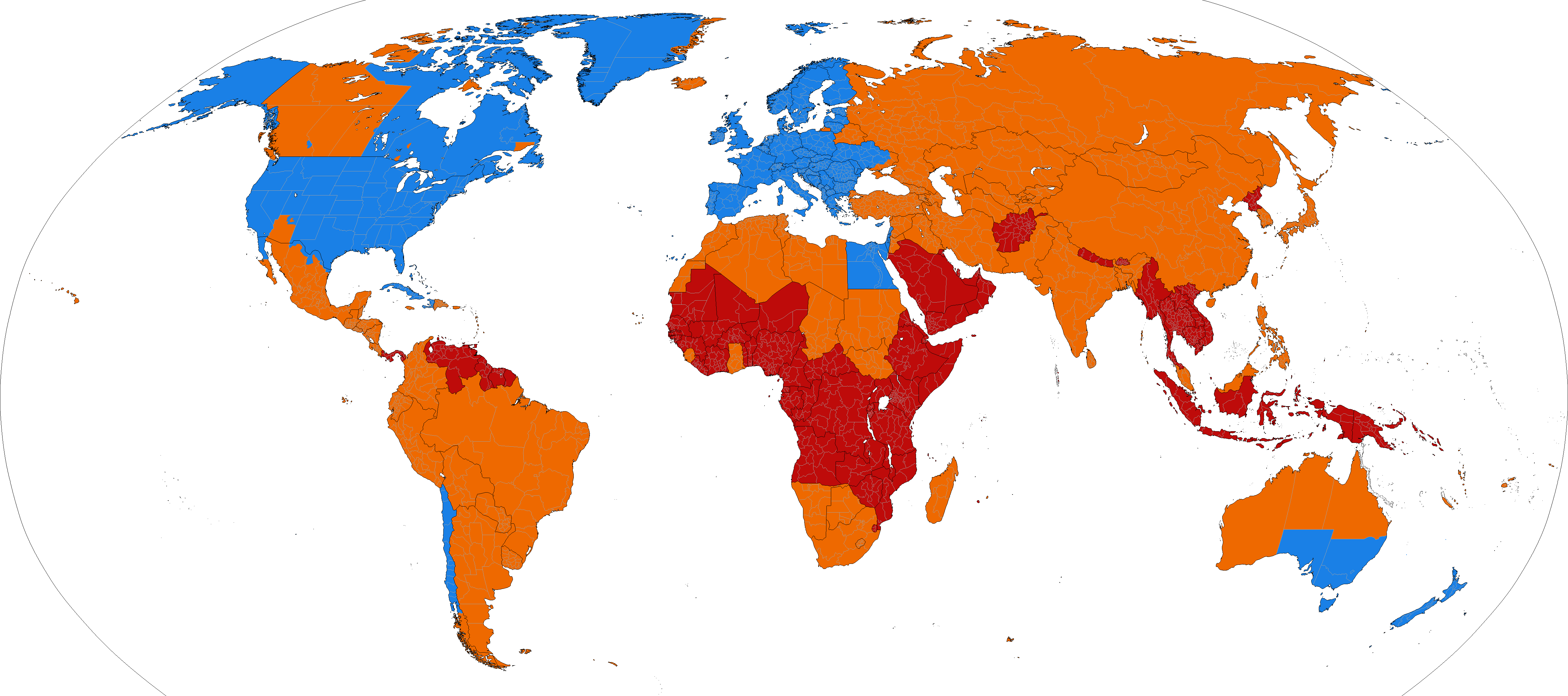
Obszary, na których wprowadzany jest czas letni
Obszary, na których kiedyś wprowadzany był czas letni, ale obecnie tego zaniechano
Obszary, na których nigdy nie wprowadzono czasu letniego

     Obszary, na których wprowadzany jest czas letni
     Obszary, na których kiedyś wprowadzany był czas letni, ale obecnie tego zaniechano
     Obszary, na których nigdy nie wprowadzono czasu letniego

## Historia
Jako pierwszy o potrzebie stosowania czasu letniego pisał Benjamin Franklin w 1784. Jednakże humorystyczna wymowa tego artykułu sprawiła, że nie zaczęto się do niej stosować (Franklin postulował, by ludzie wstawali i kładli się spać wcześniej).
Poważnie temat zmiany czasu opisał Brytyjczyk William Willett w broszurce „Waste of Daylight”, wydanej w 1907 r. Jednak pomimo znacznego lobby w rządzie brytyjskim nie udało mu się przeforsować tego pomysłu.
Niekiedy jako twórcę tego rozwiązania podaje się George’a Vernona Hudsona, który chciał „lepiej wykorzystać długie dni lata”.
Pionierami we wprowadzeniu czasu letniego byli Niemcy. W czasie I wojny światowej, 30 kwietnia 1916, w Rzeszy i sojuszniczych Austro-Węgrzech oraz na okupowanych terenach Polski i Bałkanów, czas przesunięto o godzinę do przodu. Dzień 1 maja rozpoczął się 30 kwietnia o godzinie dwudziestej trzeciej, a 30 września zakończył się o godzinie 1 w nocy. W 1917 roku zmiana nastąpiła w nocy z 15 na 16 kwietnia (z niedzieli na poniedziałek); wskazówki przesuwano jednak z godziny drugiej na trzecią i czas letni obowiązywał do nocy z 16 na 17 września. Podobnie było w 1918 roku.
Niedługo później i Brytyjczycy zaadaptowali to w Wielkiej Brytanii. 19 marca 1918 Kongres Stanów Zjednoczonych wyjaśnił podział na strefy czasowe w USA i wprowadził na czas trwania wojny obowiązek stosowania czasu letniego w celu oszczędności paliwa służącego do produkcji prądu. Ponownie po przerwie w USA w 1966 Kongres uchwalił Uniform Time Act wprowadzając po raz pierwszy podczas pokoju możliwość korzystania z czasu letniego.
W Polsce zmiana czasu została wprowadzona między I a II wojną światową tylko raz, w 1919 roku, później w czasie II wojny światowej, podczas okupacji hitlerowskiej w takich samych terminach, jak w Rzeszy Niemieckiej, następnie w latach od 1945 do 1949, od 1957 do 1964, od 1977. Do 1995 czas letni w Polsce był odwoływany w ostatnią niedzielę września (a wprowadzany w ostatnią niedzielę marca tak jak obecnie). Wcześniej dni zmiany czasu w Polsce były ogłaszane w Monitorze Polskim i tak na przykład w 1964 zmiana czasu na letni nastąpiła dopiero 31 maja, a na standardowy (nazywany potocznie zimowym) 27 września.
Obecnie czas letni stosowany jest w 50 państwach, mianowicie: we wszystkich krajach Europy, oprócz Białorusi i Islandii (oraz oprócz Rosji, Turcji i Kazachstanu, których większość terytorium znajduje się w Azji); na większości terytorium USA i Kanady oraz w niektórych innych krajach Ameryki Północnej i Południowej; na Cyprze, w Izraelu i w Egipcie; w Nowej Zelandii oraz w australijskich stanach Australia Południowa, Wiktoria, Nowa Południowa Walia i Tasmania.

### Czas zimowy
W Czechosłowacji zimą 1946/1947 zastosowano czas zimowy, kiedy od 1 grudnia 1946 do 23 lutego 1947 czas został przesunięty o 1 godzinę do tyłu w stosunku do czasu strefowego (więc w odwrotnym kierunku niż czas letni).

### Plany zaprzestania zmiany czasu w Unii Europejskiej
W roku 2018 Unia Europejska przeprowadziła internetową ankietę, w której zdecydowana większość ankietowanych opowiedziała się za zaprzestaniem zmian czasu. W marcu 2019 Parlament Europejski zatwierdził plan zniesienia zmiany czasu w państwach unijnych od roku 2021, jednak Rada Unii Europejskiej opóźnia dalsze działania w tej sprawie. Komisja Europejska w 2021 roku wezwała wszystkie kraje członkowskie UE do przygotowania "przepisów prawnych, na podstawie których będą kontynuowane dotychczasowe ustalenia związane ze zmianami czasu".
W 2022 roku w Polsce przyjęto rozporządzenie w sprawie wprowadzenia i odwołania czasu letniego środkowoeuropejskiego w latach 2022-2026. Czas letni obowiązuje w Polsce od ostatniej niedzieli marca do ostatniej niedzieli października.

## Zalety i wady stosowania czasu letniego
Najczęściej przywoływanym argumentem przemawiającym za wprowadzeniem czasu letniego jest oszczędność energii elektrycznej. Jednakże nie ma zgody co do opłacalności stosowania czasu letniego – m.in. z uwagi na zmieniające się zużycie energii elektrycznej każdego roku oraz zmiany zużycia prądu zależnie od pogody. W Nowej Zelandii, w pierwszym tygodniu po zmianie czasu, zużycie energii elektrycznej zmniejszyło się o 5%; badania w USA wykazały mniejsze zużycie energii elektrycznej o 1% każdego dnia. Według innych naukowców, w jednym ze stanów w USA – Indianie – zmiana czasu powoduje więcej strat, niż korzyści. Wyjaśniono to zwiększonym korzystaniem z klimatyzatorów i wentylatorów.
Według niektórych badaczy, innym skutkiem wprowadzenia czasu letniego jest zwiększone bezpieczeństwo na drogach, ponieważ kierowcy preferują porę dzienną. Oddziaływanie to należy traktować jako hipotetyczne, gdyż paradoksalnie, wg raportów bezpieczeństwa w ruchu drogowym, publikowanych rokrocznie przez policję, więcej wypadków zdarza się w czasie dobrych warunków i widzialności, a mniej w złych warunkach i nocą. Ciekawym skutkiem mogą też być wcześniejsze powroty do domu, przed zapadnięciem zachodu Słońca, przez co zmniejsza się liczba włamań do domów.
Krótszy sen przy zmianie czasu może powodować zwiększoną liczbę wypadków drogowych, depresje i zawały serca.
Przeprowadzana dwa razy każdego roku zmiana czasu powoduje komplikacje w wielu dziedzinach życia, jak również może powodować pewne koszty organizacyjne, logistyczne itp. Na przykład w transporcie kolejowym przy odwoływaniu czasu letniego pociągi pasażerskie, które są na trasie w chwili przestawiania zegarów, muszą wydłużyć postój o co najwyżej godzinę na najbliższym posterunku ruchu lub punkcie ekspedycyjnym, na którym mają postój handlowy, aby jechać dalej zgodnie z rozkładem jazdy. Natomiast przy wprowadzaniu czasu letniego, wszystkie pociągi, które są na trasie w chwili przestawiania zegarów, są opóźniane o dodatkową godzinę. Przestawienie czasu z letniego na standardowy sprawia kłopoty również w transporcie lotniczym oraz systemach informatycznych (kłopoty przeliczania przy przechowywaniu i wyświetlaniu czasu w zależności od pory roku). Aby uniknąć problemów, banki z reguły na ten czas całkowicie blokują dostęp do swoich usług.

## Przestawianie wskazań zegarów

Zmiana czasu ze strefowego na letni polega na zmianie wskazań zegarów z godziny 2.00 na godzinę 3.00

Zmiana czasu z letniego na strefowy polega na zmianie wskazań zegarów z godziny 3.00 na godzinę 2.00

W całej Unii Europejskiej (dyrektywa UE 2000/84/EC) w ostatnią niedzielę marca o 1:00 czasu uniwersalnego (w zależności od strefy czasowej o 23:00, 00:00, 01:00, 02:00 lub 03:00 czasu lokalnego) zegary przestawia się godzinę do przodu, a w ostatnią niedzielę października o 1:00 czasu uniwersalnego (w zależności od strefy czasowej o 0:00, 1:00, 2:00, 3:00 lub 4:00 czasu lokalnego), o godzinę do tyłu. Zatem czas letni trwa około 7 miesięcy, czyli przez większą część roku.
Powyższe reguły obowiązują w Polsce od 1996 roku. Jednak formalnie w Polsce czas letni wprowadzany i odwoływany jest zgodnie z rozporządzeniem Prezesa Rady Ministrów z dnia 4 marca 2022 r. w sprawie wprowadzenia i odwołania czasu letniego środkowoeuropejskiego w latach 2022–2026. Takiego rodzaju rozporządzenia wydaje się na podstawie art. 3 ustawy z dnia 10 grudnia 2003 r. o czasie urzędowym na obszarze Rzeczypospolitej Polskiej.
Zgodnie z rozporządzeniem zmiana czasu ze strefowego na letni polega na zmianie wskazań zegarów z godziny 2:00 na godzinę 3:00, która jest godziną początkową czasu letniego. Zmiana w drugą stronę, tj. z czasu letniego na czas strefowy, polega na cofnięciu wskazań zegarów z godziny 3:00 z powrotem na godzinę 2:00, którą w celu uniknięcia pomyłek oznacza się dodatkową literą „a”. Po tej godzinie (od 2a:00 do 3a:00) następuje godzina 3:01 czasu środkowoeuropejskiego.
Nie w każdym roku zmieniano czas o tej samej godzinie. Na przykład z zarządzenia Prezesa Rady Ministrów z 1962 czas przesunięty w nocy z 26 maja na 27 maja był z godziny 1:00 na godzinę 2:00.

### Czas letni w Polsce
Czas strefowy w Polsce to UTC+1. Jest to  czas środkowoeuropejski (CET).
Czas letni w Polsce to UTC+2. Jest to czas środkowoeuropejski letni (CEST).
| Rok  | Wprowadza się                | Odwołuje się                 | Podstawa prawna, inne przypisy, uwagi |
| ---- | ---------------------------- | ---------------------------- | ------------------------------------- |
| 1917 | 16 kwietnia                  | 17 września                  | [ 22 ]                                |
| 1918 | 15 kwietnia                  | –                            | [ 23 ]                                |
| 1919 | 15 kwietnia z GMT+2 na GMT+3 | 16 września z GMT+3 na GMT+2 | Polska Wielkopolska                   |
| 1922 | –                            | 1 czerwca                    | (→ GMT+1)                             |
| 1945 | 30 kwietnia                  | 1 listopada                  | [ potrzebny przypis ]                 |
| 1946 | 14 kwietnia                  | 7 października (?)           | [ 27 ] [ a ] [ potrzebny przypis ]    |
| 1947 | 4 maja                       | 5 października (?)           | [ 27 ] [ a ] [ potrzebny przypis ]    |
| 1948 | 18 kwietnia                  | 3 października               | ?                                     |
| 1949 | 10 kwietnia                  | 2 października               | ?                                     |
| 1957 | 2 czerwca                    | 29 września                  | [ 39 ] [ 40 ] [ 27 ]                  |
| 1958 | 30 marca                     | 28 września                  | [ 39 ] [ 41 ] [ 27 ]                  |
| 1959 | 31 maja                      | 4 października               | [ 39 ] [ 42 ] [ 27 ]                  |
| 1960 | 3 kwietnia                   | 2 października               | [ 39 ] [ 43 ] [ 27 ]                  |
| 1961 | 28 maja                      | 1 października               | [ 39 ] [ 44 ] [ 27 ]                  |
| 1962 | 27 maja                      | 30 września                  | [ 39 ] [ 21 ] [ 27 ]                  |
| 1963 | 26 maja                      | 29 września                  | [ 39 ] [ 45 ] [ 27 ]                  |
| 1964 | 31 maja                      | 27 września                  | [ 39 ] [ 46 ] [ 27 ]                  |
| 1977 | 3 kwietnia                   | 25 września                  | [ 47 ] [ 48 ] [ 27 ]                  |
| 1978 | 2 kwietnia                   | 1 października               | [ 47 ] [ 49 ] [ 27 ]                  |
| 1979 | 1 kwietnia                   | 30 września                  | [ 47 ] [ 50 ] [ 27 ]                  |
| 1980 | 6 kwietnia                   | 28 września                  | [ 47 ] [ 51 ] [ 27 ]                  |
| 1981 | 29 marca                     | 27 września                  | [ 47 ] [ 52 ] [ 27 ]                  |
| 1982 | 28 marca                     | 26 września                  | [ 47 ] [ 53 ] [ 27 ]                  |
| 1983 | 27 marca                     | 25 września                  | [ 47 ] [ 54 ] [ 27 ]                  |
| 1984 | 25 marca                     | 30 września                  | [ 47 ] [ 55 ] [ 27 ]                  |
| 1985 | 31 marca                     | 29 września                  | [ 47 ] [ 56 ] [ 27 ]                  |
| 1986 | 30 marca                     | 28 września                  | [ 47 ] [ 57 ] [ 27 ]                  |
| 1987 | 29 marca                     | 27 września                  | [ 47 ] [ 58 ] [ 27 ]                  |
| 1988 | 27 marca                     | 25 września                  | [ 47 ] [ 59 ] [ 27 ]                  |
| 1989 | 26 marca                     | 24 września                  | [ 47 ] [ 60 ] [ 27 ]                  |
| 1990 | 25 marca                     | 30 września                  | [ 47 ] [ 61 ] [ 27 ]                  |
| 1991 | 31 marca                     | 29 września                  | [ 47 ] [ 61 ] [ 27 ]                  |
| 1992 | 29 marca                     | 27 września                  | [ 47 ] [ 61 ] [ 27 ]                  |
| 1993 | 28 marca                     | 26 września                  | [ 47 ] [ 61 ] [ 27 ]                  |
| 1994 | 27 marca                     | 25 września                  | [ 47 ] [ 61 ] [ 27 ]                  |
| 1995 | 26 marca                     | 24 września                  | [ 62 ] [ 27 ]                         |
| 1996 | 31 marca                     | 27 października              | [ 63 ] [ 64 ] [ 27 ]                  |
| 1997 | 30 marca                     | 26 października              | [ 63 ] [ 64 ] [ 27 ]                  |
| 1998 | 29 marca                     | 25 października              | [ 63 ] [ 65 ] [ 27 ]                  |
| 1999 | 28 marca                     | 31 października              | [ 63 ] [ 65 ] [ 27 ]                  |
| 2000 | 26 marca                     | 29 października              | [ 63 ] [ 65 ] [ 27 ]                  |
| 2001 | 25 marca                     | 28 października              | [ 63 ] [ 65 ] [ 27 ]                  |
| 2002 | 31 marca                     | 27 października              | [ 63 ] [ 66 ] [ 27 ]                  |
| 2003 | 30 marca                     | 26 października              | [ 63 ] [ 66 ] [ 27 ]                  |
| 2004 | 28 marca                     | 31 października              | [ 19 ] [ 67 ] [ 63 ] [ 66 ] [ 27 ]    |
| 2005 | 27 marca                     | 30 października              | [ 19 ] [ 67 ] [ 63 ] [ 66 ] [ 27 ]    |
| 2006 | 26 marca                     | 29 października              | [ 19 ] [ 67 ] [ 63 ] [ 66 ] [ 27 ]    |
| 2007 | 25 marca                     | 28 października              | [ 19 ] [ 67 ] [ 27 ]                  |
| 2008 | 30 marca                     | 26 października              | [ 19 ] [ 67 ] [ 27 ]                  |
| 2009 | 29 marca                     | 25 października              | [ 19 ] [ 68 ] [ 27 ]                  |
| 2010 | 28 marca                     | 31 października              | [ 19 ] [ 68 ] [ 27 ]                  |
| 2011 | 27 marca                     | 30 października              | [ 19 ] [ 68 ] [ 27 ]                  |
| 2012 | 25 marca                     | 28 października              | [ 19 ] [ 69 ] [ 27 ]                  |
| 2013 | 31 marca                     | 27 października              | [ 19 ] [ 69 ] [ 27 ]                  |
| 2014 | 30 marca                     | 26 października              | [ 19 ] [ 69 ] [ 27 ]                  |
| 2015 | 29 marca                     | 25 października              | [ 19 ] [ 69 ] [ 27 ]                  |
| 2016 | 27 marca                     | 30 października              | [ 19 ] [ 69 ] [ 27 ]                  |
| 2017 | 26 marca                     | 29 października              | [ 19 ] [ 70 ]                         |
| 2018 | 25 marca                     | 28 października              | [ 19 ] [ 70 ]                         |
| 2019 | 31 marca                     | 27 października              | [ 19 ] [ 70 ]                         |
| 2020 | 29 marca                     | 25 października              | [ 19 ] [ 70 ]                         |
| 2021 | 28 marca                     | 31 października              | [ 19 ] [ 70 ]                         |
| 2022 | 27 marca                     | 30 października              | [ 19 ] [ 18 ]                         |
| 2023 | 26 marca                     | 29 października              | [ 18 ]                                |
| 2024 | 31 marca                     | 27 października              | [ 18 ]                                |
| 2025 | 30 marca                     | 26 października              | [ 18 ]                                |
| 2026 | 29 marca                     | 25 października              | [ 18 ]                                |

| Lata                | Czas letni – zmiana godziny | Czas letni – zmiana godziny | Przypisy, uwagi |
| Lata                | Wprowadzenie                | Odwołanie                   | Przypisy, uwagi |
| ------------------- | --------------------------- | --------------------------- | --- |
| 1917–1918           | 2:00 → 3:00                 | 3:00 → 2:00                 | [ 22 ] [ 23 ] |
| 1919                | 2:00 → 3:00                 | ? 3:00 → 2:00               | Polska Wielkopolska |
| 1922                | –                           | 24:00 → 23:00               | (→ GMT+1) |
| 1945                | 0:05 → 1:05                 | 2:00 → 1:00                 | [ potrzebny przypis ] |
| 1946                | 24:00 → 1:00                | 2:00 → 1:00 (?)             | ; wprowadzenie: 13/14 kwietnia |
| 1947                | 2:00 → 3:00                 | 2:00 → 1:00 (?)             | [ potrzebny przypis ] |
| 1948–1949           | 2:00 → 3:00                 | 3:00 → 2:00                 | ? |
| 1957–1964 1977–1987 | 1:00 → 2:00                 | 2:00 → 1:00                 | [ 40 ] [ 41 ] [ 42 ] [ 43 ] [ 44 ] [ 21 ] [ 45 ] [ 46 ] [ 27 ] [ 48 ] [ 49 ] [ 50 ] [ 51 ] [ 52 ] [ 53 ] [ 54 ] [ 55 ] [ 56 ] [ 57 ] [ 58 ] [ 27 ] |
| od 1988             | 2:00 → 3:00                 | 3:00 → 2:00                 | [ 59 ] [ 60 ] [ 61 ] [ 62 ] [ 64 ] [ 65 ] [ 66 ] [ 67 ] [ 68 ] [ 69 ] [ 70 ] [ 27 ] [ c ]                                                          |

Niewymienione w powyższych tabelach akty prawne dotyczące czasu letniego to jeszcze uchwała z dnia 21 września 1949 roku uchylająca uchwałę z 1947 roku oraz uchwała z dnia 4 grudnia 1972 r. uznająca, że utraciła moc uchwała z 1956 roku i jej akty wykonawcze.
| Lata      | Czas letni – dzień tygodnia           | Czas letni – dzień tygodnia         | Przypisy, uwagi                 |
| Lata      | Wprowadzenie                          | Odwołanie                           | Przypisy, uwagi                 |
| --------- | ------------------------------------- | ----------------------------------- | ------------------------------- |
| 1919      | trzeci wtorek kwietnia                | trzeci wtorek września              | [ 27 ] [ d ]                    |
| 1922      | –                                     | ostatnia środa (dzień) maja         | [ 27 ] [ e ]                    |
| 1945      | ostatni poniedziałek (dzień) kwietnia | pierwszy czwartek (dzień) listopada | [ 77 ]                          |
| 1946      | druga niedziela kwietnia              | pierwszy poniedziałek października  | poniedziałek to 14 kwietnia     |
| 1947      | pierwsza niedziela maja               | pierwsza niedziela października     | [ 77 ]                          |
| 1948      | trzecia niedziela kwietnia            | pierwsza niedziela października     | [ 77 ]                          |
| 1949      | druga niedziela kwietnia              | pierwsza niedziela października     | [ 77 ]                          |
| 1957      | pierwsza niedziela czerwca            | ostatnia niedziela września         | [ 27 ] [ f ]                    |
| 1958      | ostatnia niedziela marca              | ostatnia niedziela września         | [ 27 ] [ f ]                    |
| 1959      | ostatnia niedziela maja               | pierwsza niedziela października     | [ 27 ] [ f ]                    |
| 1960      | pierwsza niedziela kwietnia           | pierwsza niedziela października     | [ 27 ] [ f ]                    |
| 1961–1964 | ostatnia niedziela maja               | ostatnia niedziela września         | [ 27 ] [ f ]                    |
| 1977–1980 | pierwsza niedziela kwietnia           | ostatnia niedziela września         | [ 27 ] [ f ]                    |
| 1981–1995 | ostatnia niedziela marca              | ostatnia niedziela września         | [ 27 ] [ f ]                    |
| od 1996   | ostatnia niedziela marca              | ostatnia niedziela października     | [ 27 ] [ f ] [ g ] [ 17 ] [ h ] |

Podczas II wojny światowej w krajach okupowanych przez Niemcy obowiązywał czas niemiecki, w tym czas letni. A czas letni w Niemczech obowiązywał wtedy w okresach:
| Rok | Wprowadza się            | Odwołuje się               |
| --- | ------------------------ | -------------------------- |
| 1940–1942*1                                                                                              | 1 kwietnia 1940 2:00 CET | 2 listopada 1942 3:00 CEST |
| 1943 | 29 marca 2:00 CET        | 4 października 3:00 CEST   |
| 1944 | 3 kwietnia 2:00 CET      | 2 października 3:00 CEST   |
| 1945 | 2 kwietnia 2:00 CET      | *2                         |
| *1nieprzerwanie *2od zakończenia wojny przepisy dotyczące czasu zmieniane przez państwa okupujące Niemcy |                          |                            |

W Generalnym Gubernatorstwie czas letni wprowadzono po raz pierwszy 1 kwietnia 1940 roku (o godz. 2:00). Jego zmiany można częściowo śledzić w dostępnej w internecie gazecie Nowy Głos Lubelski.
Z kolei według niektórych źródeł na obszarach Polski okupowanych przez Związek Radziecki wprowadzono „czas dekretowy”, moskiewski (GMT+3), bez czasu letniego.
Czas letni na obszarze późniejszej odrodzonej Polski wprowadzano już podczas I wojny światowej w Niemczech, na terenach zajętych przez Niemcy oraz na obszarach okupowanych pod zarządem austro-węgierskim. Po raz pierwszy został wprowadzony 1 maja 1916 roku (30 kwietnia 11:00 → 1 maja 12:00).
W Niemczech przed 1940 rokiem oraz w Austrii przed 1920 rokiem czas letni obowiązywał w okresach:
| Rok | Wprowadza się         | Odwołuje się             | Podstawa prawna |
| --- | --------------------- | ------------------------ | --------------- |
| 1916 | 30 kwietnia 23:00 CET | 1 października 1:00 CEST | [ 90 ] [ 99 ]   |
| 1917 | 16 kwietnia 2:00 CET  | 17 września 3:00 CEST    | [ 91 ] [ 100 ]  |
| 1918 | 15 kwietnia 2:00 CET  | 16 września 3:00 CEST    | [ 92 ] [ 101 ]  |
| W tabeli pominięto odnośniki do przepisów dla Bośni i Hercegowiny znajdującej się wtedy pod administracją Austro-Węgier i do przepisów zmienionych. |                       |                          |                 |

### Czas letni na świecie
Półkula północna. UTC-9:00
- Stany Zjednoczone (Aleuty)

Półkula północna. UTC-8:00
- Stany Zjednoczone (Alaska)

Półkula północna. UTC-7:00
- Kanada (zachód)
- Meksyk (Kalifornia Dolna)
- Stany Zjednoczone (zachód)

Półkula północna. UTC-6:00
- Kanada (środkowy zachód)
- Meksyk (zachód)
- Stany Zjednoczone (środkowy zachód)

Półkula południowa. UTC-5:00
- Chile (Wyspa Wielkanocna)

Półkula północna. UTC-5:00
- Kanada (środkowy wschód)
- Meksyk (środek i wschód)
- Stany Zjednoczone (środkowy wschód)

Półkula północna. UTC-4:00
- Bahamy
- Haiti
- Kanada (środkowy wschód)
- Kuba
- Stany Zjednoczone (wschód)
- Turks i Caicos

Półkula południowa. UTC-3:00
- Chile

Półkula północna. UTC-3:00
- Bermudy
- Grenlandia (północny zachód)
- Kanada (wschód)

Półkula północna. UTC-2:30
- Kanada (Nowa Fundlandia)

Półkula północna. UTC-2:00
- Saint-Pierre i Miquelon

Półkula północna. UTC-1:00
- Grenlandia

Półkula północna. UTC+0:00
- Portugalia (Azory)

Półkula północna. UTC+1:00
- Guernsey
- Hiszpania (Wyspy Kanaryjskie)
- Irlandia
- Jersey
- Portugalia
- Wielka Brytania
- Wyspa Man
- Wyspy Owcze

Półkula północna. UTC+2:00
- Albania
- Andora
- Austria
- Belgia
- Bośnia i Hercegowina
- Chorwacja
- Czarnogóra
- Czechy
- Dania
- Francja
- Gibraltar
- Hiszpania
- Holandia
- Jan Mayen
- Kosowo
- Liechtenstein
- Luksemburg
- Macedonia Północna
- Malta
- Monako
- Niemcy
- Norwegia
- Polska
- San Marino
- Serbia
- Słowacja
- Słowenia
- Svalbard
- Szwajcaria
- Szwecja
- Watykan
- Węgry
- Włochy

Półkula południowa. UTC+2:00
- Wyspa Bouveta

Półkula północna. UTC+3:00
- Akrotiri
- Bułgaria
- Cypr
- Cypr Północny
- Dhekelia
- Egipt
- Estonia
- Finlandia
- Grecja
- Izrael
- Liban
- Litwa
- Łotwa
- Mołdawia
- Palestyna
- Rumunia
- Ukraina

Półkula południowa. UTC+10:30
- Australia ( Australia Południowa)

Półkula południowa. UTC+11:00
- Australia (południowy wschód)

Półkula południowa. UTC+11:00
- Australia ( Lord Howe)

Półkula południowa. UTC+12:00
- Norfolk

Półkula południowa. UTC+13:00
- Nowa Zelandia

Półkula południowa. UTC+13:45
- Nowa Zelandia ( Wyspy Chatham)